# Shelfordia combusta
Shelfordia combusta är en stekelart som först beskrevs av Smith 1860.  Shelfordia combusta ingår i släktet Shelfordia och familjen bracksteklar. Inga underarter finns listade i Catalogue of Life.